# Prosper Péchot
 (janvier 2021).
Pour les articles homonymes, voir Péchot.
Prosper Péchot, né le 6 février 1849 à Rennes et mort le 29 mai 1928 à Paris, est un polytechnicien et officier d’artillerie français.
Il est le concepteur, entre 1871 et 1914, d’un système de chemins de fer à voie étroite (la voie de 0,60 m ou voie Péchot) destiné à faciliter la guerre de siège (ravitaillement des canons en munitions et déplacement des pièces d’artillerie). Son invention a été abondamment utilisée durant les deux conflits mondiaux et a contribué au développement de certains territoires d’outre-mer. Le système Péchot, conçu initialement pour un usage logistique local, est devenu au cours de la Première Guerre mondiale un outil stratégique majeur, notamment dans les Balkans.

## Biographie

### Contexte familial
Né à Rennes le 6 février 1849, au sein d’une famille de la bourgeoisie catholique de la ville (son père est professeur à la faculté de médecine), Prosper Péchot compte plusieurs polytechniciens dans sa parentèle et c’est tout naturellement qu’il présente et réussit l’X en 1869. Il a pour camarade le futur maréchal Joffre. Au bout d’un an, il est renvoyé dans ses foyers pour raison de santé, et la guerre le surprend à Rennes où il reste mobilisé sur place jusqu’à la fin de la Commune, s’occupant déjà de logistique et de transports. Après une année en corps de troupe, les élèves rejoignent les écoles d’application de l’arme qu’ils ont choisie ; pour Péchot, ce sera Fontainebleau où l’on forme, entre autres, les artilleurs.

### Carrière jusqu'en 1909
En 1873, le voici affecté aux 10e puis 28e régiments d’artillerie à Rennes. Il se signale par ses travaux sur un embranchement ferroviaire qui lui vaudront les félicitations du Ministre de la Guerre quelques années plus tard. C’est là le début d’une longue réflexion sur les transports militaires par voie ferrée. Il entre en relation avec la maison Decauville pour voir si les trains légers de chantiers développés par cette entreprise pourraient avoir une utilité militaire. Il travaille sur un projet de chemin de fer à voie de 0,50 m pouvant acheminer des canons au sommet du fort du Mont Faron à côté de Toulon, projet qui aboutit à une impasse à cause du trop faible écartement des rails, inadapté au poids des engins transportés.
Péchot est successivement affecté à Bourges et Paris où il suit les cours de l’École de Guerre. Parallèlement, il continue son travail collaboratif avec Decauville et étudie en profondeur les causes des faiblesses de l’artillerie de siège allemande lors du siège de Paris.
C’est en octobre 1882 que sa réflexion arrive à une maturité telle que Péchot est en mesure de présenter au Ministre un Mémoire sur l'application au service de l'artillerie dans l'attaque des places et autres circonstances de guerre des chemins de fer à voie étroite. Ce mémoire examiné à la séance du 27 février 1883, donne lieu à une nouvelle lettre de félicitation à son auteur, sans que ses idées soient retenues, quoiqu’elles fassent leur chemin. En effet, c’est dans les années 1880 que le Comité technique de l’artillerie fait étudier par une Commission mixte artillerie et génie la possibilité d’adapter le matériel Decauville à la défense des places. Ce matériel peut être largement amélioré et l’intervention de Péchot prend alors toute sa valeur.
Le capitaine Péchot remarque tout d’abord que l’écartement des voies normales ne convient pas au but poursuivi pour des raisons d’encombrement, de quais nécessaires, de courbes, de pentes… et que l’écartement Decauville de 0.50 est trop faible pour la traction de très lourdes charges. L’écartement de 0,60 est déjà utilisé avec succès par les Britanniques entre Port-Madoc (Porthmadog) et Festiniog (Ffestiniog). Il semble donner satisfaction eu égard aux impératifs techniques. C’est celui-là qu’il va faire adopter.
En 1883 et 1884, au polygone des Matelots à Versailles, ont lieu les premières expériences sous la houlette du Comité de l’artillerie et avec les sapeurs de chemins de fer, devant une commission ad hoc dont Péchot fait partie. La voie de 0,60 est testée avec du matériel Decauville, puis mise en concurrence avec des voies d’écartements différents. Il faudra quatre ans pour trancher un débat qui ne trouvera sa conclusion qu’en 1888, les artilleurs préconisant généralement un écartement de 50 cm, tandis que les sapeurs préféreraient des voies métriques compatibles avec le réseau normal.
Sans attendre la conclusion de ce débat, Péchot s’était lancé depuis 1880 dans l’étude d’un matériel (un wagon pour commencer) qui permettrait d’armer les places fortes et de les approvisionner, notamment en munitions. Il conçoit un « système de wagon spécial pour fardeaux longs ou lourds et indivisibles » et des «traverses métalliques de chemins de fer obtenues par emboutissage ou tout autre procédé approprié », travaux pour lesquels il dépose un brevet en 1882. Plus tard, en 1886 et 1887, il déposera de nouveaux brevets, pour une « plaque tournante de chemin de fer », pour des « perfectionnements aux matériels roulants des chemins de fer » et pour des « perfectionnements à des locomotives à bogies moteurs » (il s’agit d’une locomotive à foyer unique et deux chaudières par rapport à un axe transversal, inspirée par la locomotive double Fairlie (en)). Tous ces brevets seront cédés à la maison Decauville le 19 décembre 1889.
En 1884, Péchot propose à Paul Decauville de travailler à nouveau ensemble sur un projet de wagon. C’est à cette occasion que l’officier fait la connaissance de l’ingénieur Charles Bourdon (de). Le travail de Péchot porte sur la question des irrégularités du champ de bataille, sources de nombreux déraillements pour un chemin de fer improvisé. Il adjoint aux traditionnels ressorts à lame, des balanciers compensateurs qui permettent aux longerons de s’incliner et aux roues de garder le contact avec la voie. Avec Bourdon, un travail colossal est entrepris : Péchot imagine tout l’environnement de son projet en insistant sur la facilité de pose des nouvelles lignes, l’avantage des wagons surbaissés qui permettent de se passer de quais en dur, les aiguillages…
De 1884 à 1888, des essais sont conduits en grand à Toul : la démonstration de mai 1888 porte sur l’acheminement de l’artillerie : six canons de 155 mm sont transportés par rail sur une distance de 5 km, déployés en batterie et approvisionnés en munitions, le tout en moins d’une heure. Le 10 mai 1888, la ville reçoit la visite du ministre de Freycinet qui y décore Péchot de la croix de chevalier de la légion d’honneur. C’est le 3 juillet 1888 que le système Péchot est définitivement adopté. Il va équiper progressivement les places de Toul, Verdun, Épinal et Belfort. Inaugurant une avenue baptisée en l'honneur de son père à Toul, Henri Péchot dans son allocution insiste en ces termes : «  ... en 17 ans, de 1882 à 1899, Péchot avait réalisé ce tour de force de donner la mobilité à l’artillerie de siège...»
A l'été 1886, Péchot avait été chargé de participer à l’armement en canons lourds de la presqu'île de Quiberon. Son matériel y joue un rôle déterminant, les rails préfabriqués montables et démontables facilement assurant la mise en place des pièces depuis la plage où elles ont été débarquées. Les wagons sont ensuite employés à Brest dans le même but. Ces actions débouchent sur l'adoption réglementaire du système Péchot pour l'armement des côtes (1887). Quatre équipages de chemin de fer à voie étroite sont créés en vue d'assurer l'armement des côtes, dont un pour l'Algérie.
Le général Chapel précise dans Le colonel d’artillerie Péchot, commandeur de la légion d’honneur (1849-1928)  : « On a peine à croire au travail véritablement surhumain que le vaillant officier a dû fournir dans cette période : dirigeant en 1894 le service de chemin de fer dans la grande expérience d’attaque et de défense de Vaujours ; organisant des manœuvres au camp de Châlons ; rédigeant, d’ordre ministériel, une instruction sur l’influence de l’emploi combiné du téléphone et de la voie de 0m.60 sur la tactique de l’artillerie dans les sièges ; préparant à Toul, une vaste manœuvre, avec 20 kilomètres de voie (1895), rédigeant, en quelques mois, quatorze règlements (900 pages), relatifs à la construction et à l’emploi des chemins de fer à voie de 0m.60 dans l’artillerie de siège, ; dirigeant l’application de ces règlements ; formant le personnel d’instruction ; procédant à des essais sur tous les terrains et par tous les temps ; rédigeant un projet d’instruction sur le service de l’artillerie dans l’attaque des places ; publiant une étude magistrale sur : La stabilité des trains et les chemins de fer à voie de 0m.60, à la suite de nombreuses conférences faites aux élèves-ingénieurs des ponts et chaussées et des mines, etc., etc. »
Le système Péchot, à l’aube du XXe siècle, ce sont des rails préfabriqués : deux rails de 9,5 kg au mètre montés sur des traverses métalliques. Il existait des éléments droits de plusieurs longueurs et des éléments courbes de différents rayons. Il existait également des aiguillages, des plaques tournantes de différentes tailles ; ce sont aussi les bogies Péchot à deux, trois ou quatre essieux pouvant être associés entre eux (2 ou 4 bogies) au moyen d'une traverse pivotante et permettant de déplacer de lourdes charges, de 18 à 24 tonnes ; ce sont enfin la locomotive Péchot-Bourdon, la plateforme d'artillerie Péchot modèle 1888, différents types de wagons (trucks, citerne, couverts), dont des wagons artillerie portant, sur un affût spécial, un canon de 120 long ou un canon de 155 court.
De façon plus anecdotique, il faut signaler que, lors de l’Exposition universelle de 1889, l’État passe un marché avec la société Decauville pour l’établissement d’un véritable chemin de fer sur voie de 0,60, des Invalides au Champ de Mars. En six mois, les trains tractés par des locomotives Decauville et par une machine Péchot-Bourdon, assureront le transport de plus de 6 millions de personnes et parcourront plus de 100 000 km.
À partir de 1915, le système n’a plus servi seulement à défendre une place ou assiéger une ville, mais il a surtout permis de suivre et d’approvisionner une armée en campagne, notamment dans les grandes offensives de la Première guerre mondiale, en soulageant un réseau routier défoncé ou saturé. C'est après le premier conflit mondial que les voies étroites sont officiellement passées de la responsabilité de l'artillerie à l'arme du génie.

### Fin de la première carrière de Péchot
Dans le contexte des conversations militaires entre la Russie et la France pour faire pièce à l’Allemagne de Guillaume II, Péchot est envoyé en Russie en 1896 et fait, à son retour, parvenir à l’état-major une note sur la faisabilité d’une voie de chemin de fer devant relier Lublin à Zanow.
En 1902, la réputation de son système est telle que la commune de Saint-Brieuc fait appel à lui pour la conseiller en matière d’équipement ferroviaire.
Prosper Péchot poursuit par ailleurs sa carrière d’officier d’artillerie et alterne les affectations dans des établissements techniques avec les temps de troupe ou d’état-major. Il suit une scolarité à l’École de Guerre en 1880/1881, et commandera le 3e régiment d’artillerie à Castres de 1903 à 1907. Directeur d’artillerie de la place de Brest, Péchot quitte une première fois le service actif en février 1909, après avoir reçu la cravate de commandeur de la légion d’honneur.

### Le Premier conflit mondial

#### Péchot au Gouvernement militaire de Paris[19]
Par décision ministérielle du 25 avril 1914, le colonel de réserve Péchot est réintégré et classé aux services spéciaux du territoire du gouvernement militaire de Paris. Dès que la guerre éclate, il occupe auprès du futur maréchal Galliéni le poste de chef du service de l’artillerie du camp retranché pour la pose des voies étroites nécessaires à l’acheminement des pièces et des munitions jusqu’aux ouvrages. Il est placé sous les ordres des généraux Miquel-Dalton et Desaleux. Des locomotives et du matériel sont réquisitionnés un peu partout, notamment sur les lignes de tramway Paramé-Rothéneuf ou La Trinité-Étel qui utilisaient des voies de 0,60 m.
Les fortifications parisiennes n’ayant pas eu à servir grâce aux heureux résultats de la bataille de la Marne, Péchot, tout en restant en mesure de prêter son concours à la défense de Paris (il y reste officiellement directeur des chemins de fer à voie étroite), contribue à la mise en place des écoles de chemins de fer à voie étroite ordonnée par le général Ragueneau, directeur des services de l’arrière. A Jouy-en-Josas et Sucy-en-Brie, pour commencer puis, parallèlement, à Boissy-St-Léger (il y aura plus tard des écoles de mécaniciens et chauffeurs à Suippes, à Saint-Étienne-au-Temple, et à Toul. En 1918, toutes ces écoles seront réunies à Épinal sous la désignation de « Centre d'organisation de la voie de 0,60 » avec un dépôt de matériel à Chartres).

#### La disgrâce
Mais cette responsabilité fut de courte durée puisque des conflits de personnes ne tardèrent pas à opposer le général Miquel-Dalton à son subordonné auquel il reprochait un souci excessif du détail et de trop nombreuses demandes pour satisfaire les besoins de sa tâche. Fin février 1915, Péchot est déchargé de ses fonctions annexes de Directeur de l’École d’instruction de la voie de 60.
De février 1915 à janvier 1917, il n’est plus que « Conseiller technique pour le réseau à voie étroite du camp retranché de Paris ». Il est régulièrement « auditionné » par la Commission parlementaire de l’Armée comme le 15 décembre 1915, durant laquelle, en présence de son président, le général Pédoya, par ailleurs député, et de son collègue à la Chambre Abel Ferry, il expose les grandes lignes du système dont il est l’inventeur et dont il déclare être «  de tous les matériels réglementaires que l’on connaît en France et à l’étranger, le mieux approprié au service des chemins de fer de campagne ». Il recommande de faire un inventaire précis des ressources disponibles et d’améliorer la formation du personnel de direction, de construction et d’exploitation. Il conseille à la Commission de se rendre sur le terrain pour voir ce qui peut être amélioré.
Le 10 février 1916, le rapport fait à la commission de l’Armée sur les chemins de fer stratégiques et de campagne par le sénateur Bérenger (sénateur de la Guadeloupe) fait le point de toutes les inconséquences de l’état-major quant à l’impréparation ferroviaire des actions en cours ou à venir et se demande « pourquoi les Écoles d’instruction de ces chemins de fer (à voie étroite) ont été enlevées au créateur de ces chemins de fer pour être livrées à des personnalités dont la connaissance en ces matières est notoirement médiocre ? »
Le 15 février 1916, les généraux Galliéni (ministre de la Guerre) et Graziani, (chef d’état-major de l’Armée) et le colonel (et futur général) Gassouin, chef du 4e bureau de l’état-major, sont auditionnés par la Commission de l’Armée. Le rapporteur Henri Bérenger y cite son rapport du 10 février sur les chemins de fer stratégiques et de campagne. Il déplore qu’entre 1902 et 1914, peu de choses aient été réalisées dans le domaine des chemins de fer à voie étroite et rappelle que c’est le général Galliéni qui a œuvré à la montée en puissance, dans ce domaine, de la place de Paris. Il demande pourquoi le GQG n’a pas jugé bon, dès janvier 1915, de donner suite au programme stratégique d’utilisation du chemin de fer réglementaire de campagne. Il fustige l’attitude du futur général Ragueneau qui n’aurait pas jugé utile de le développer, faute de personnel qualifié (7 janvier 1915). Le colonel Gassouin répond que Péchot fut alors chargé de mettre en place un programme et une école d’instruction dont le rendement médiocre a abouti à l’éviction de celui-ci. Le sénateur Bérenger signale qu’une enquête parlementaire est en cours sur cette éviction. Il demande par ailleurs qu’on cesse d’acheter du matériel Decauville moins fiable que le matériel réglementaire et dont la maison mère travaillerait en fait pour les intérêts de la firme allemande Orenstein-Koppel. Il ajoute même : « D’après certains bruits, l’évincement du colonel Péchot serait dû en partie aux agissements de la maison Decauville.»
Dans un rapport du 6 octobre 1916, consacré à l’organisation du front dans le domaine ferroviaire, MM Abel Ferry et Albert Favre, députés, critiquent la frilosité des armées à s’équiper en matériel de voie 0,60 m. Ils citent l’audition du 15 décembre 1915 : « Nos renseignements prenaient leur source principale dans une déposition faite à la Commission de l’armée même il y a près de 18 mois, par le colonel Péchot, encore en activité de service, mais peu et mal employé, parce qu’il a tous les défauts et toutes les qualités des inventeurs : c’est lui qui est l’auteur de ce matériel de voies de 0,60 modèle 1888, dont tout le monde nous dit au front qu’il surpasse pour l’emploi de guerre tout le matériel de fortune et d’industrie privées mis en service. »

#### Le départ à la retraite définitif
Péchot quitte une deuxième fois le service actif le 4 février 1917, non sans avoir essayé de remédier au défaut des locomotives de son invention dont on disait qu’elles n’étaient pas discrètes avec leurs deux cheminées aux fumées visibles par l’ennemi : il sollicite des entretiens avec le Ministre pour promouvoir son projet de locomotive à six essieux fonctionnant au pétrole. Ce n’est qu’en 1925 que le ministère donnera suite au projet, bientôt abandonné.
Péchot meurt à Paris en 1928, sans avoir fait l’objet d’une quelconque promotion, alors que son invention a joué un rôle éminent dans la victoire finale, notamment dans les Balkans où le maréchal Franchet d’Espérey s’est félicité par écrit du système mis au point par le génial colonel.
Dans la lettre de condoléances adressée à la famille et toujours en possession de celle-ci, on trouve ces mots du général Hirschauer, sénateur de la Moselle et ancien chef d'état-major adjoint du camp retranché de Paris : « Le colonel Péchot a été l’homme d’une grande idée ; il n’a pas rencontré toutes les satisfactions auxquelles il avait droit, mais (...) il emporte l’estime et l’admiration de ceux qui ont eu la joie de travailler à ses côtés. »
Le 19 juin 1955, lors de l’inauguration de l'avenue du colonel Péchot à Toul, son fils Henri fait un discours dans lequel il dit : «... si la chose eût été faisable, la matériel Péchot aurait pu passer lui-aussi sous l’Arc de triomphe le 14 juillet 1919, monté avec un juste orgueil par les cheminots de l’Artillerie et du Génie... »
L'utilité et l'efficacité des équipements du "système Péchot" furent démontrées pendant la guerre 1914-1918 en France, dans les Balkans, dans les colonies (Dès 1911, au Maroc, on avait déjà adopté l’idée d’un réseau de chemin de fer à voie étroite où circulèrent sur 1 800 km et durant une quinzaine d’années des locomotives Péchot importées de métropole), et ce système fut opérationnel jusqu'en 1940 dans certains ouvrages de la ligne Maginot.

## Descendance
Marié en 1877 avec Marguerite Normand (1855-1910), petite-fille du colonel Normand (1782-1863) député d’Eure-et-Loir, Prosper Péchot devint cousin par alliance des familles de Préaudeau et Bouteloup, qui comptaient elles-mêmes plusieurs polytechniciens. De cette union naîtront trois enfants, Madeleine (1878-1916, morte pour la France à Bucarest sous le nom de sœur Maria-Valentina), Yvonne (1879-1952), et Henri (1886-1964) qui, polytechnicien et général d’artillerie, assurera seul la descendance du colonel.

## Grades, distinctions, décorations
- Chevalier de la légion d’honneur le 8 mai 1888
- Officier de la légion d’honneur le 29 décembre 1903
- Commandeur de la légion d’honneur le 6 janvier 1909
- Médaille commémorative de la guerre de 1870

## Les différentes commissions auxquelles il a appartenu[33]
- Comité de l’exploitation technique des chemins de fer de 1900 à 1920[34], qui comprend entre autres la Commission du matériel roulant[35] des chemins de fer à laquelle il siège.
- Commission chargée de préparer le programme des épreuves à l’aide desquelles le frein continu pour les trains à marchandises[36] (sic) sera présenté et soumis aux délégués des pays alliés, et d’arrêter les conditions dans lesquelles sera armé le matériel nécessaire pour ces épreuves (1919).
- Comité consultatif des chemins de fer où, d’après une lettre du général Hirschauer détenue par la famille, Péchot n’arrive pas à imposer aux Allemands un certain système de freinage des trains (vraisemblablement en zone occupée par l’armée française, après la guerre).

## Écrits
- « Instruction sommaire sur les voies ferrées de 0m60 à employer pour la défense des places » par le capitaine Péchot, 20 septembre 1888
- « Chemin de fer à voie de 0m60 : Projet d'instruction relative au tracé des voies » par le capitaine Péchot, Direction d'Artillerie de Toul, 1889
- « Projet d'instruction sur l'organisation générale des réseaux de chemin de fer à voie de 0m60 » par le lieutenant-colonel Péchot, 1898 (Rédaction du capitaine Jacquillat)
- «  Mémoire sur l'application au service de l'artillerie dans l'attaque des places et autres circonstances de guerre des chemins de fer à voie étroite. »
- « Instruction sur l'emploi du chemin de fer portatif à voie de 0m60 - système du capitaine Péchot - pour l'armement des côtes. » (18 février 1889)
- « Étude sur la stabilité des trains et les chemins de fer à voie de 0m60 » par le capitaine Péchot ; Paris, Bernard, 1905[37]
- Conférences[38] faites aux élèves-ingénieurs des Ponts et Chaussées et des Mines en 1903[39]

## Brevets déposés[40]
- « Machine à diviser à cylindre et à rubans d'acier, et permettant de reporter automatiquement les divisions égales ou inégales » brevet no 134926 du 7 mars 1880 (Source : archives Institut national de la propriété industrielle)
- « Traverses métalliques de chemins de fer obtenues par emboutissage ou tout autre procédé approprié », brevet no 152784 du 21 décembre 1882 ;
- « Système de wagon spécial pour fardeaux longs ou lourds et indivisibles » brevet no 152798 du 22 décembre 1882 ;
- « Plaque tournante de chemin de fer » brevet no 178778 du 29 septembre 1886 ;
- « Perfectionnements aux matériels roulants des chemins de fer » brevet no 180424 du 22 décembre 1886 ;
- « Perfectionnements à des locomotives à bogies moteurs » brevet no 183986 du 3 juin 1887.

## Biographies
- Le chemin de fer militaire à voie de 60 ; Vie et œuvre de Colonel Péchot ; Alain Meignier ; Éditions Jérôme de Pentzinger, novembre 2007
- Chemin de fer à voie de 60 ; du système Péchot à la ligne Maginot. Jean Bernard Wahl et Jean de Metz ; Éditions du Polygone 2002
- Brochure : Le colonel d’artillerie Péchot, commandeur de la légion d’honneur (1849-1928) ; Général Chapel ; Paris - Georges Douay imprimeur ; 140 rue St Denis
- (en) Colonel Péchot : Tracks to the trenches ; Sarah Wright ; Éditeur Birse Press 2014[41]

## Rues portant le nom du colonel Péchot
Toul et Rennes ont une rue ou une avenue évoquant le colonel Péchot : Toul dont il a organisé le ravitaillement de la place, Rennes où il est né.

### Sources
- Sur la carrière de Péchot : https://gallica.bnf.fr/ark:/12148/bpt6k4135218s/f3.item
- Sur le matériel Péchot en mouvement : https://www.youtube.com/watch?v=EGsm_NwvYOs
- Sur les fortifications entre 1870 et 1914 : http://fortiffsere.fr/forts/index_fichiers/Page1549.htm
- Sur la voie 60 : http://voiede60.free.fr/html/texte/origine.html
- https://rcfeb.be/etv/entrevoies_202.pdf
- « PDF "Les petits trains de la Grande Guerre" - ecpad », sur yumpu.com (consulté le 17 octobre 2021)
- http://docnum.univ-lorraine.fr/public/DDOC_T_2014_0371_DEFRETIN.pdf
- Revue Le génie Civil, 22 juin 1918 consultable sur https://gallica.bnf.fr/ark:/12148/bpt6k65266583/f1
- Sur l'artillerie de terre en France pendant un siècle (général Jules Challéat), article consacré à la voie de 0,60, consultable sur https://gallica.bnf.fr/ark:/12148/bpt6k6447033t/f45
- Journal des transports no 20, 21 juin 1919 consultable sur https://gallica.bnf.fr/ark:/12148/bpt6k5824544m/f1.item.r=p%C3%A9chot
- Sur le matériel : La voie de 60 sur les fronts français de la guerre de 14-18, soixante centimètres pour ravitailler l'armée française, Docteur Christian Cénac, autoédition  (ISBN 2-9505403-0-9), copyright Christian Cénac février 1991, 219 pages.